# Bocaina do Sul
Bocaina do Sul is een gemeente in de Braziliaanse deelstaat Santa Catarina. De gemeente telt 3.128 inwoners (schatting 2009).

## Aangrenzende gemeenten
De gemeente grenst aan Bom Retiro, Lages, Otacílio Costa, Painel en Rio Rufino.